# Мицубиши i-MiEV
„Мицубиши i-MiEV“ (Mitsubishi i-MiEV) е модел електрически миниавтомобили (сегмент A) на японската компания „Мицубиши“, произвеждан от 2009 до 2020 година, който става първият масово произвеждан съвременен електромобил. Базиран е на произвеждания от 2006 година миниавтомобил с бензинов двигател „Мицубиши i“.
В Европа моделът се продава под търговските марки „Пежо iOn“ (Peugeot iOn) и „Ситроен C-Зеро“ (Citroën C-Zero).